# Desterro do Melo
Desterro do Melo é um município brasileiro no estado de Minas Gerais, Região Sudeste do país. Localiza-se na região central mineira e ocupa uma área de 142,279 km², sendo que 0,7 km² estão em perímetro urbano. Sua população foi estimada em 2 867 habitantes em 2021.

## História
A capela do Desterro, na fazenda do Melo, freguesia de Guarapiranga foi edificada por iniciativa do Padre José Dias de Siqueira em 5 de junho de 1761.
Em 10 de outubro de 1871 foi elevado à freguesia, com a denominação de Desterro do Melo. Passou ao município de Rio Pomba em 1851 e ao de Barbacena em 1854, do qual se desmembrou, quando foi elevado a sede municipal, no dia 30 de dezembro de 1962.

## Geografia

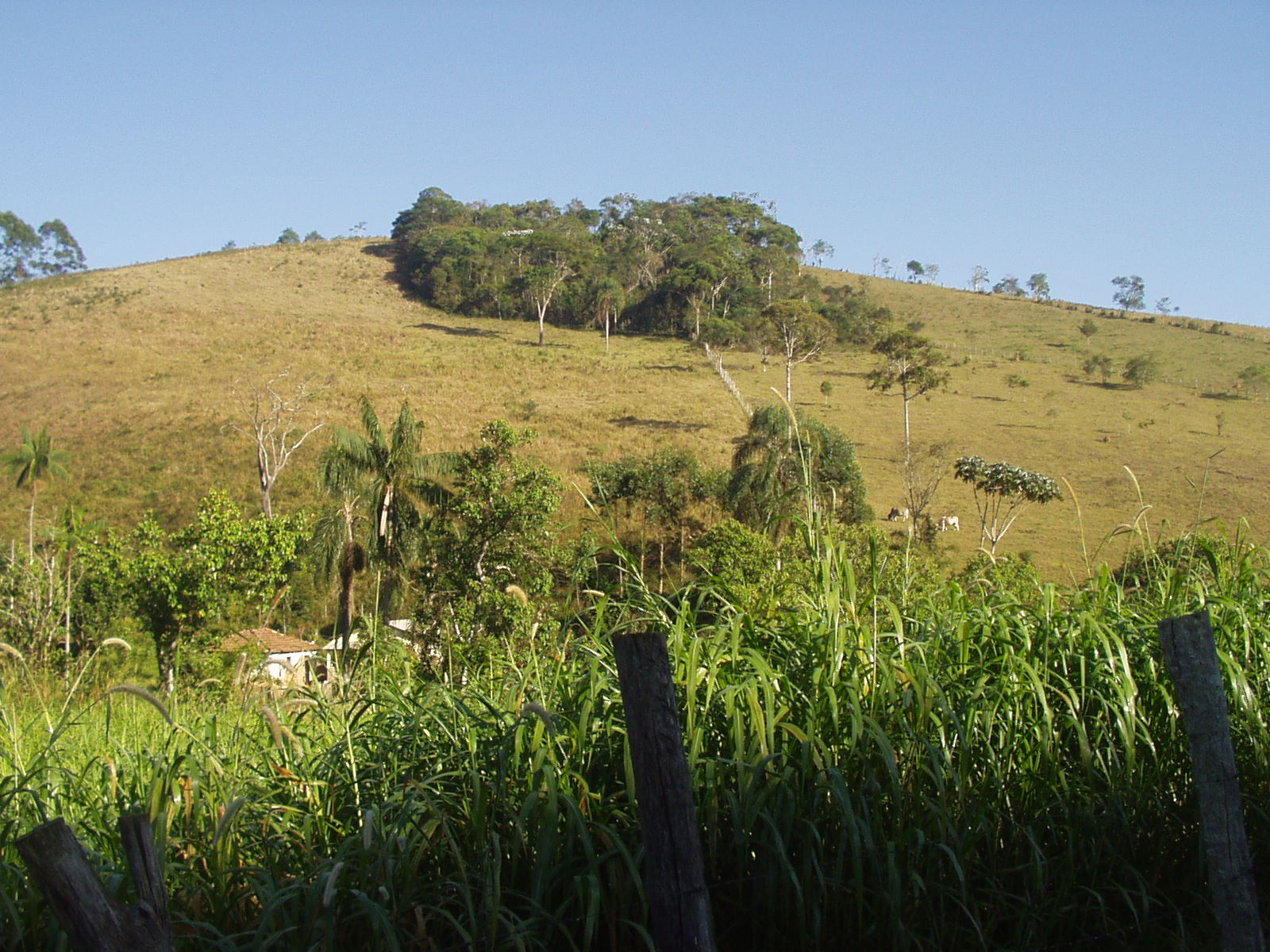
Aspecto da zona rural do município

A cidade de Desterro do Melo se encontra a 197 km da capital do estado. Conforme a classificação geográfica mais moderna (2017) do IBGE, é um município da Região Geográfica Imediata de Barbacena, na Região Geográfica Intermediária de Barbacena.
No município está localizada a nascente do rio Xopotó, afluente do rio Piranga, que também é considerada onde começa o curso principal do rio Doce.
Faz parte do roteiro da Estrada Real e do circuito turístico Nascente do Rio Doce. Era um dos caminhos usados pelos bandeirantes para a rota do ouro em Minas Gerais. Tiradentes chegou a possuir uma casa no antigo arraial e garimpava ouro no local conhecido como Cachoeira dos 5 Saltos.

## Economia
Os principais produtos do município são gado bovino (para corte e para leite), queijo, banana, milho, feijão, carvão vegetal e cachaça.

## Turismo
O município faz parte do roteiro da Estrada Real e integra o circuito turístico Nascente do Rio Doce.

### Igreja Matriz de Nossa Senhora do Desterro
Localiza-se na praça central da cidade. Foi construída em 1964, no local da antiga igreja.

### Igreja N. Sra. do Rosário
Localizada na Praça do Rosário, na saída para o Parque de Exposição.

### Parque do Xopotó
Localizado na entrada da cidade. Possui quadra de esportes, parquinho, lanchonete, banheiros e cachoeira. Não há taxa de visitação e o horário é livre.

### Serra da Conceição
Na serra há cachoeiras e grutas. Ficam em propriedade particular e são inexploradas.

### Eventos
17 de fevereiro - Festa da Padroeira Nossa Senhora do Desterro.
2ª semana de agosto - Exposição Agropecuária.
Primeiro domingo de novembro - Baile do Kaphona.

## Lista de Prefeitos de Desterro do Melo
- João Benedito do Amaral (1963-1964)
- Antônio Attademo (1967-1971)
- João Tafuri (1971-1973)
- Antônio Attademo (1973-1977)
- Antônio Gonzaga Filho (1977-1983)
- Antônio Attademo (1984-1988)
- Lourenço Véspoli Cavalieri (1989-1992)
- Ruy Barbosa Fernandes (1993-1996)
- Mário Celso de Araújo Tafuri (1997-2000)
- Ruy Barbosa Fernandes (2001-2004)
- Ruy Barbosa Fernandes (2005-2008)
- Mário Celso de Araújo Tafuri (2009-2012)
- Márcia Cristina Machado Amaral (2013-2016)
- Márcia Cristina Machado Amaral (2017-2020)
- Mayara Garcia Lopes da Silva Tafuri (2021-2024)

Fonte: [Prefeitos de Desterro do Melo - Prefeitura Municipal](https://desterrodomelo.mg.gov.br/prefeitos.php)